# من (آلبوم تک‌آهنگ)
من (انگلیسی: Me) اولین آلبوم تک‌آهنگ از جیسو خواننده اهل کره جنوبی عضو گروه بلک‌پینک است و توسط وای‌جی و اینترسکوپ در ۳۱ مارس ۲۰۲۳ منتشر شد. تک‌آهنگ آغازین این آلبوم تک‌آهنگ «گل» بود.

## پیش‌زمینه
به دنبال انتشار آثار انفرادی هم‌گروهی‌های جیسو در بلک‌پینک، جنی در سال ۲۰۱۸، رزی در سال ۲۰۲۱ و لیسا در سال ۲۰۲۱، توجه‌ها به سمت جیسو به عنوان آخرین عضوی که برای اولین بار به عنوان خواننده انفرادی فعالیتش را آغاز می‌کند، جلب شد. جیسو در طی یک مصاحبه با رولینگ استون، خاطر نشان کرد که هنوز در مورد حرفهٔ موسیقی خارج از فعالیت‌های گروهی و همچنین مسیری که در حال حاضر در آن قرار دارد، مطمئن نیست. در ۲ ژانویه ۲۰۲۳، وای‌جی انترتینمنت تأیید کرد که جیسو در حال انجام ضبط موسیقی برای آلبوم تک‌آهنگ خود است و عکسبرداری‌های مربوط به جلد آلبوم به پایان رسیده‌است. در ۲۱ فوریه، وای‌جی انترتینمنت اعلام کرد که فیلم‌برداری موزیک ویدئوی جیسو در یک مکان فوق سری در خارج از کشور در حال انجام است و بیشترین بودجه‌ای را دارد که تاکنون وای‌جی برای موزیک ویدئوهای بلک‌پینک هزینه کرده‌است.

## انتشار و ترویج

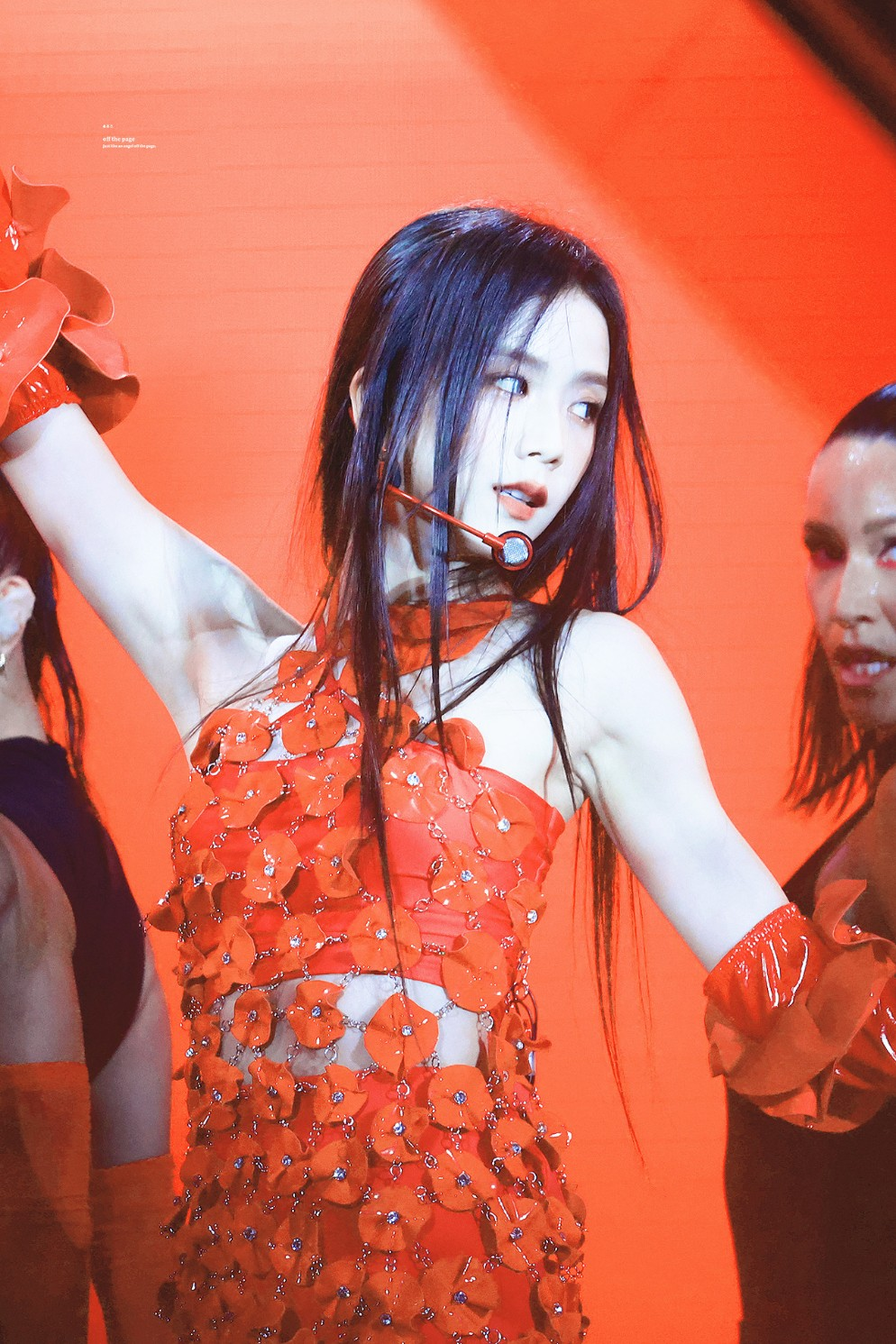
جیسو در حال اجرای آلبوم گل در سال 2023

در ۵ مارس، تیزرهایی در حساب‌های رسمی بلک‌پینک در رسانه‌های اجتماعی منتشر شد و تأیید شد که این آلبوم در ۳۱ مارس ۲۰۲۳ منتشر خواهد شد. در همان روز، این آلبوم تک‌آهنگ جهت پیش‌فروش برای دو ورژن استاندارد در کنار یک ورژن کیت و ورژن‌های پرپل وینیل در دسترس قرار گرفت. جیسو برای «افزایش ارزش این کالکشن» به صورت مستقیم در طراحی آن نقش داشت. در ۸ مارس، گزارش شد که نام این آلبوم تک‌آهنگ من است و یک تیزر پوستر منتشر شد که با گل تزئین شده و شامل کلوزآپ جیسو در پس‌زمینه‌ای سبز رنگ است. تیزر پوستر بعدی در ۱۲ مارس منتشر شد که پس‌زمینه آن سیاه است و جیسو لباس توری سفید رنگی بر تن دارد. در ۱۵ مارس، جیسو از اولین ویژوال تیزر رونمایی کرد. در ۱۹ مارس، اعلام شد که نام تک‌آهنگ آغازین این آلبوم «گل» است.

## عملکرد تجاری
من در مدت دو روز از ۵۱۰٬۰۰۰ پیش فروش و در مدت یک هفته از ۸۴۰٬۰۰۰ پیش فروش گذشت. تنها در مدت دو هفته، این آلبوم تک‌آهنگ به ۹۵۰٬۰۰۰ پیش فروش رسید و آن را به پرفروش‌ترین اثر انفرادی یک آرتیست زن کی-پاپ تاکنون تبدیل کرد. تا ۳۰ مارس، این آلبوم تک‌آهنگ از مرز ۱٫۳۱ میلیون پیش فروش گذشت.

## فهرست قطعات
| فهرست قطعات من | فهرست قطعات من                              | فهرست قطعات من      | فهرست قطعات من       | فهرست قطعات من | فهرست قطعات من |
| شماره          | نام                                         | سراینده             | آهنگساز              | تنظیم          | مدت            |
| -------------- | ------------------------------------------- | ------------------- | -------------------- | -------------- | -------------- |
| ۱.             | «گل» (کره‌ای: 꽃; لاتین‌نویسی اصلاح‌شده: Kkot) | وینس کوش وی‌وی‌ان تدی | ۲۴ وی‌وی‌ان کوش        | ۲۴             | ۲:۵۵           |
| ۲.             | «همه نگاه‌ها به منه» (All Eyes on Me)        | تدی وینس            | تدی آر. تی ۲۴ وی‌وی‌ان | ۲۴ آر. تی      | ۲:۴۴           |

| من – تنها سی‌دی (قطعات هدیه) | من – تنها سی‌دی (قطعات هدیه)  | من – تنها سی‌دی (قطعات هدیه) | من – تنها سی‌دی (قطعات هدیه) | من – تنها سی‌دی (قطعات هدیه) |
| شماره                       | نام                          | آهنگساز                     | تنظیم                       | مدت                         |
| --------------------------- | ---------------------------- | --------------------------- | --------------------------- | --------------------------- |
| ۳.                          | «گل» (بی‌کلام)                | وینس کوش وی‌وی‌ان تدی         | ۲۴ وی‌وی‌ان کوش               | ۲:۵۵                        |
| ۴.                          | «همه نگاه‌ها به منه» (بی‌کلام) | تدی آر. تی ۲۴ وی‌وی‌ان        | ۲۴ آر. تی                   | ۲:۴۴                        |
| مجموع مدت:                  | مجموع مدت:                   | مجموع مدت:                  | مجموع مدت:                  | ۱۱:۱۶                       |

## تاریخچه انتشار
| منطقه     | تاریخ        | فرمت                       | ناشر            | منابع  |
| --------- | ------------ | -------------------------- | --------------- | ------ |
| مختلف     | ۳۱ مارس ۲۰۲۳ | سی‌دی دانلود دیجیتال استریم | وای‌جی اینترسکوپ | [ ۱۴ ] |
| کره جنوبی | ۳۱ مارس ۲۰۲۳ | کیت                        | وای‌جی           | [ ۱۵ ] |
| کره جنوبی | ۱ اوت ۲۰۲۳   | ال‌پی                       | وای‌جی           | [ ۱۶ ] |